# Хаузен (Рен)
Хаузен (њем. Hausen) општина је у њемачкој савезној држави Баварска. Једно је од 37 општинских средишта округа Рен-Грабфелд. Према процјени из 2010. у општини је живјело 721 становника. Посједује регионалну шифру (AGS) 9673129.

## Географски и демографски подаци
Хаузен се налази у савезној држави Баварска у округу Рен-Грабфелд. Општина се налази на надморској висини од 444 метра. Површина општине износи 24,2 km². У самом мјесту је, према процјени из 2010. године, живјело 721 становника. Просјечна густина становништва износи 30 становника/km².